# Three-peat
Three-peat is een sportterm uit de Verenigde Staten. Het is een porte-manteauwoord van three (drie) en repeat (herhaling). Een three-peat doet zich voor wanneer een ploeg drie opeenvolgende kampioenschappen behaalt.
De term verscheen in het basketbalseizoen van 1988-1989, toen de Los Angeles Lakers een derde zege op rij probeerden te halen (wat mislukte). Het woord is geregistreerd als handelsmerk door Pat Riley, toenmalig coach van de Lakers. De eerste succesvolle three-peat in Amerikaanse profsport werd evenwel al veel vroeger behaald, met name door de American footballploeg Green Bay Packers in 1929-1931.
De term is weinig verspreid buiten Noord-Amerika.